# Arthur Lisowsky
Arthur Lisowsky (* 1895 in Posen; † 23. Juni 1952 in St. Gallen) war Professor der Handelshochschule St. Gallen. Er war Vertreter des Marketing, vor allem der Marktforschung und der Werbung.

## Leben
Lisowsky studierte in Magdeburg neuere Sprachen. Nach dem Ersten Weltkrieg wandt er sich den Wirtschaftswissenschaften an der Universität Leipzig zu. Dort wurde er Diplomkaufmann und -handelslehrer. 1924 promovierte er und ein Jahr später wurde er Assistent am Seminar für Handelsbetriebslehre und Reklamewesen an der Handelshochschule Leipzig. Seine Habilitation erfolgte 1927 unter dem Thema Qualität und Betrieb. 1931 folgte er dem Ruf der Handelshochschule St. Gallen an den Lehrstuhl für Warenhandelsbetriebslehre, Markt- und Werbewesen als Nachfolger von Prof. Brogle. 

## Schriften
- Ethik und Betriebswirtschaftslehre, Berlin 1927
- Werbeinhalte : Ein Beitr. zur Grundlegg e. allg. Werbelehre, St. Gallen 1932
- Zur Theorie und Systematik der Handelsfunktionen, Wien 1937
- Wirtschaftswerbung, Leipzig 1939
- Wie man ein Markenzeichen prüft, Zürich 1944
- Risikogliederung und Risikopolitik in Die Unternehmung 1947 und 1948
- Individuum und Kollektiv als Marktfaktoren in Individuum und Gemeinschaft Festschrift der Handelshochschule St. Gallen, 1948
- Käuferschichtung als absatzwirtschaftliches Problem in ZfhF, 1950